# Siphonogorgia koellikeri
Siphonogorgia koellikeri är en korallart som beskrevs av Wright och Studer 1889. Siphonogorgia koellikeri ingår i släktet Siphonogorgia och familjen Nidaliidae. Inga underarter finns listade i Catalogue of Life.